# 福建省 (中華民国)

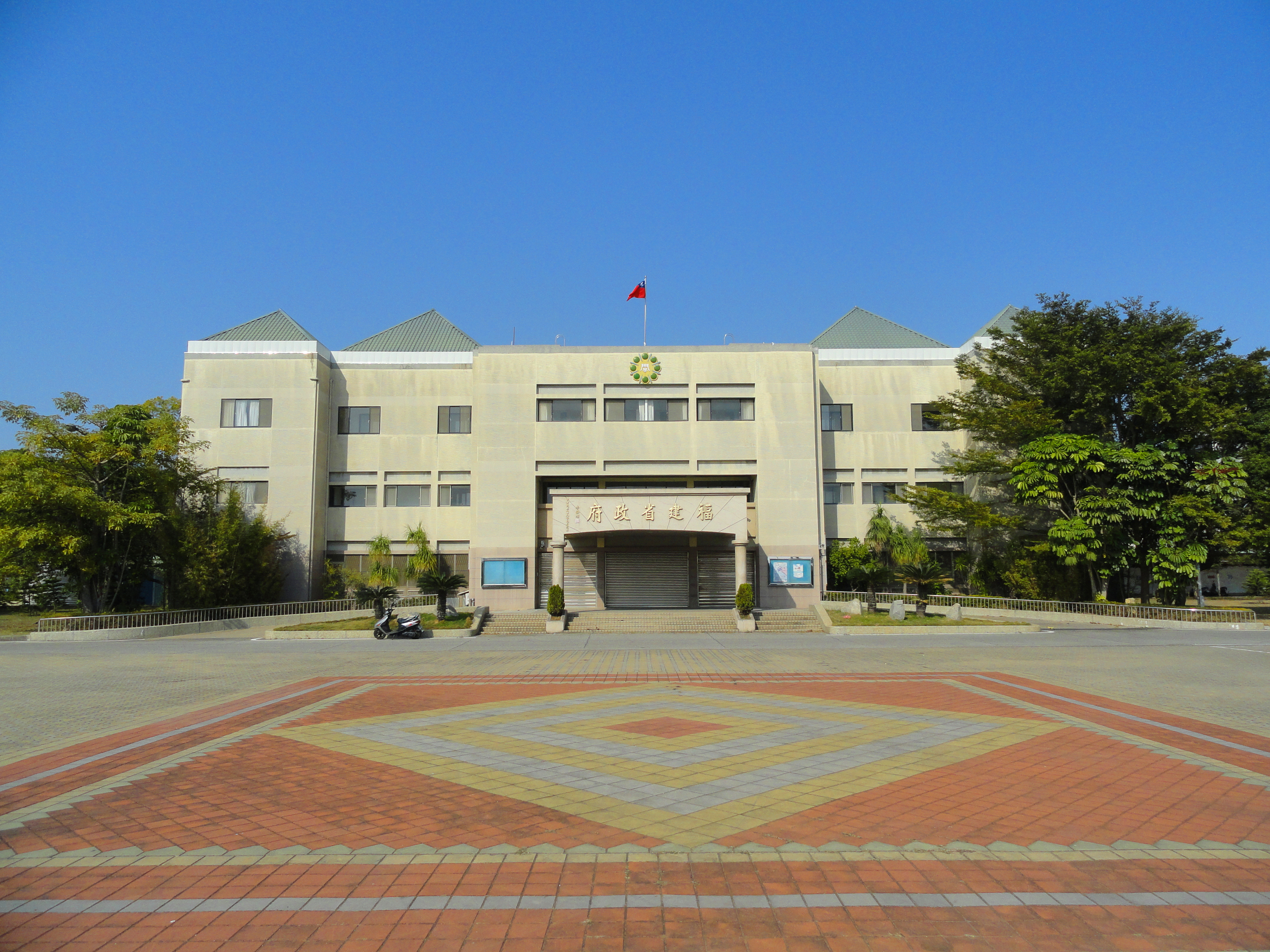
金門県金城鎮に置かれていた福建省政府庁舎

福建省（ふっけんしょう、英語: Fuchien/Fukien Province）は、中華民国の省。1949年（民国38年）以降は連江県の一部と金門県のみを管轄しており、それ以外の大陸地区は中華人民共和国の福建省となっている。福建省政府は1998年から虚省化が進みつつも2018年まで行政組織として存続していたが、2019年から予算ゼロとなり事実上廃止されたため、現在は名目上の行政区画となっている。そのため、主要2島の頭文字を取った「金馬地区」と呼称されることが多い。

## 管轄区域
福建省は略称を「閩」（びん）と称し、管轄区域は現在の中華人民共和国福建省にほぼ相当する。
西は江西省、南は広東省、北は浙江省に接し、東は台湾海峡に面している。

## 行政沿革
1911年（宣統3年）10月10日、武昌起義により辛亥革命が勃発すると11月9日、福建新軍もこれに呼応し決起、同月17日に廈門軍政府を設立した。1912年（民国元年）11月16日、民政長官として民政長を設置、1914年（民国3年）5月23日、民政長は巡按使に、1916年（民国5年）7月に更に省長に改称されている。
1926年（民国15年）12月24日、中国国民党は福建省臨時政務委員会を設置、翌年1月2日に省臨時政治委員会を改編、福建省の最高行政機関と定められた。1927年（民国16年）4月12日、上海クーデターが勃発すると福建省は国民政府に帰属、5月1日に臨時政治委員会は解体され福建省政府が成立した。
1937年（民国26年）、日中戦争が勃発すると福州は日本軍に占領され福建省政府は亡命政府となる。1945年（民国34年）、日本の敗戦に伴い中華民国の施政権が回復したが、1949年（民国38年）8月17日、中国共産党により福州市は「解放」され、中華民国は島嶼部の金門県及び連江県・長楽県の一部（馬祖島）、莆田県のごく一部（烏坵郷）を除き実効支配権を喪失した。
1954年、烏坵島を暫定的に金門県の管轄下とする。
1996年1月15日、福建省の地方政府としての機能が「凍結」された。
2019年1月1日、福建省の政府機能を事実上廃止。以降、実体のない名称のみの存在となる。同日に行政院金馬連合服務中心が福建省政府の業務と人員を継承した（後述）。

## 省会
1937年（民国26年）以前は閩侯県に、1945年8月に林森県、1946年（民国35年）1月以降は福州市に設置された。
日中戦争期間中は、洪山郷（現在の鼓楼区）、甘蔗郷（現在の閩侯県）、小箬郷（現在の閩侯県）、永安県に疎開している。

## 行政区画

### 道制
中華民国が建国されると清代の各道は廃止されたが、1913年（民国2年）2月12日、東路道、南路道、西路道、北路道の4道が設置された観察使が任命されている。1914年（民国3年）5月、それぞれ閩海道、廈門道、汀漳道、建安道と改称され、観察使も道尹と改められた。1927年（民国16年）、北伐軍が進駐すると道制は廃止されている。
- 閩海道
- 廈門道
- 汀漳道
- 建安道

### 県級行政区画
中華人民共和国成立直前の管轄行政区画は2市68県。（50音順）
- 市
  - 廈門市
  - 福州市
- 県
  - 安渓県
  - 雲霄県
  - 永安県
  - 永春県
  - 永泰県:清代の永福県。1914年1月改称。
  - 永定県
  - 華安県
  - 海澄県
  - 霞浦県
  - 金門県:1915年1月、思明県の島嶼部に新設。
  - 恵安県
  - 建甌県:清代の建安県及び甌寧県を統合し成立。
  - 建寧県
  - 建陽県
  - 光沢県
  - 古田県
  - 沙県
  - 三元県:1940年6月、三元特種区に新設。
  - 思明県
  - 柘栄県:1938年、霞浦県北部に柘栄特区が成立。1945年8月県制移行。
  - 周寧県:1945年2月、周墩特区及び寧徳県の一部に新設。
  - 寿寧県
  - 順昌県
  - 詔安県
  - 松渓県
  - 上杭県
  - 邵武県
  - 漳平県
  - 漳浦県
  - 将楽県
  - 晋江県
  - 水吉県
  - 崇安県
  - 清流県
  - 政和県
  - 仙游県
  - 大田県
  - 泰寧県
  - 長泰県
  - 長汀県
  - 長楽県
  - 同安県
  - 東山県:1915年4月、詔安県の一部に銅山県を設置。同年9月改称。
  - 徳化県
  - 南安県
  - 南靖県
  - 南平県
  - 寧化県
  - 寧徳県
  - 寧洋県
  - 閩清県
  - 福安県
  - 福清県
  - 福鼎県
  - 武平県
  - 平潭県
  - 屏南県
  - 平和県
  - 浦城県
  - 莆田県
  - 明渓県:清代の帰化県。1932年12月改称。
  - 尤渓県
  - 羅源県
  - 竜岩県
  - 竜渓県
  - 林森県:清代の閩県及び侯官県が合併し成立。1933年に再度分割されたが、翌年再合併している。
  - 連江県
  - 連城県

### 金馬地区
1955年の大陳島撤退作戦以降、中華民国が実効支配する福建省は、中国大陸と海峡をはさんだ下記の島嶼部のみとなっている。中華民国が引き続き統治している福建省について、台湾地域（台湾省と台湾島内の直轄市）との対比から、現在では金門島と馬祖島の頭文字を使用した「金馬地区」（中国語では「金馬地區」）という呼称がなされている。
- 金門島（金門県）
- 馬祖島（連江県の島嶼部）
- 烏坵郷（元は莆田県の島嶼部。1954年以降は暫定的に金門県が管理。）

## 行政組織の廃止へ

### 虚省化
1996年1月15日をもって福建省政府は地方政府としての機能を「凍結」（事実上の廃止）させられ、省政府は行政院の出先機関として中央政府に組み込まれた。このような省から地方政府としての機能を喪失させる動きを「虚省化」と呼んでおり、1997年の憲法増修条文第四次改憲以降は中華民国で実質的に「省」という地方行政区分が機能していない。その後はわずかに、公務員試験等における地域区分や地方法院（裁判所）等の名称で「福建省」の名称が使用されていた。

### 事実上の廃止
2019年1月1日、福建省政府を閉鎖し、以降は憲法上に存在する福建省政府という名称と福建省主席の職位のみの存在となった。福建省政府が行っていた業務は行政院金馬連合服務中心に引き継がれた。
上記の2県は国共内戦以来、防共の拠点として戒厳令のもと厳しい軍事態勢下にあったが、近年中華人民共和国による軍事的な脅威が減少したこと、また対岸の中国大陸との交流が活発化したことにより、観光地へと変貌を遂げている。

## 教育
- 国立大学
  - 国立金門大学
  - 銘伝大学金門校区
  - 国立台湾海洋大学馬祖校区
- 高級中学
  - 国立金門高級中学
  - 国立金門高級農工職業学校
  - 国立馬祖高級中学